# 中国人民政治协商会议天津市委员会
中国人民政治协商会议天津市委员会，简称天津市政协或政协天津市委员会，成立于1955年3月6日，是中国人民政治协商会议在天津市的地方组织机构。前身是天津市各界人民代表会议协商委员会（简称天津市协商委员会）。现任天津市第十五届政协主席是王常松。

## 历届领导

### 第一届
- 任期：1955年3月－1960年3月
- 主席：黄火青
- 副主席：吴砚农、李烛尘、刘锡瑛、谷小波、孟秋江、李霁野、杨亦周（1956年4月－）、毕鸣岐（1956年4月－）、朱继圣（1956年4月－）

### 第二届
- 任期：1960年3月－1963年12月
- 主席：万晓塘
- 副主席：王亢之、杨亦周、赵克、张国藩、刘锡瑛、孟秋江、李霁野、杨春林、朱继圣、王光英、范权、唐家礼、杨坚白、穆芝房

### 第三届
- 任期：1963年12月－1965年12月
- 主席：万晓塘
- 副主席：王亢之、杨亦周、张国藩、刘锡瑛、周茹、杨春林、朱继圣、王光英、范权、唐家礼、杨坚白、穆芝房

### 第四届
- 任期：1965年12月－1977年12月
- 主席：万晓塘
- 副主席：王亢之、杨亦周、张国藩、刘锡瑛、周茹、杨春林、朱继圣、王光英、范权、唐家礼、杨坚白、穆芝房、赵今声

### 第五届
- 任期：1977年12月－1980年6月
- 主席：解学恭 → 阎达开（1979年7月－）
- 副主席：谷云亭、周叔弢、毛平、路达、李定、韩震、王培仁、樊青典、赵今声、杨坚白、范权、何宗谦、黄逖非、黄钰生、吴廷璆、于致远（1979年7月－）

### 第六届
- 任期：1980年6月－1983年4月
- 主席：黄志刚
- 副主席：于致远、朱子强、伉铁隽、邢燕子、杨天受、李定、李守真、吴廷璆、何宗谦、陈茹玉、周茹、郑天挺、金显宅、范儒生、赵今声、哈荔田、娄凝先、黄钰生、黄逖非、韩震、虞颂庭、缪天瑞、廖灿辉、李曙森（1982年4月－）

### 第七届
- 任期：1983年4月－1988年5月
- 主席：陈冰 → 吴振（1987年4月－）
- 副主席：王恩惠、朱子强、李曙森、娄凝先、赵今声、周茹、黄逖非、黄钰生、缪天瑞、杨天受、何宗谦、虞颂庭、伉铁隽、陈茹玉、廖灿辉、萧元（1985年10月－）、李原（1987年4月－）

### 第八届
- 任期：1988年5月－1993年6月
- 主席：谭绍文 → 刘晋峰（1990年4月－）
- 副主席：萧元、赵今声、何国模、黄逖非、黄钰生、杨天受、虞颂庭、伉铁隽、陈茹玉、廖灿辉、杨辉

### 第九届
- 任期：1993年6月－1998年5月
- 主席：刘晋峰
- 副主席：李长兴、黄炎智、陈茹玉、廖灿辉、陆焕生、余国琮、陈培烈、王积涛、张昭若、陈树勋、张永根（1995年2月－）

### 第十届
- 任期：1998年5月－2003年1月
- 主席：房凤友
- 副主席：张好生、张永根、朱连康、张德铨、杨大峥、周绍熹、姚建铨、曹秀荣、赵克正、程津培、蔡世彦

### 第十一届
- 任期：2003年1月－2008年1月
- 主席：宋平顺
- 副主席：卢金发、叶厚荣、周绍熹、姚建铨、曹秀荣、赵克正、蔡世彦、王家瑜、朱坦、陆锡蕾、王文华（2007年1月－）

### 第十二届
- 任期：2008年1月－2013年1月
- 主席：邢元敏
- 副主席：王文华、俞海潮、陈质枫、刘长喜、何荣林、曹小红、张大宁、田惠光、陈永川
- 秘书长：刘琨

### 第十三届
- 任期：2013年1月－2018年1月
- 主席：何立峰 → 臧献甫
- 副主席：李文喜、王治平、田惠光（－2017年1月）、陈永川、武长顺、高玉葆、沈中阳、魏大鹏、黎昌晋
- 秘书长：李金亮

### 第十四届
- 任期：2018年1月－2023年1月
- 主席：盛茂林
- 副主席：魏大鹏（2021年1月28日辞任）、高玉葆（2022年2月13日辞任）、沈中阳（2020年5月免职）、黎昌晋、李绍洪、尚斌义、赵仲华、张金英、齐成喜（2019年1月17日补选）、曹小红（2021年1月28日补选）、王建国（2021年1月28日补选）、孙文魁（2022年2月13日补选）、李文海（2022年2月13日补选）
- 秘书长：高学忠

### 第十五届
- 任期：2023年1月－
- 主席：王常松
- 副主席：孙文魁、李绍洪（2025年1月3日辞任）、尚斌义、张金英（女）、齐成喜、王建国（2025年1月3日辞任）、李剑萍、高秀梅（女）、张凤宝、刘惠（女）（2025年1月16日补选）
- 秘书长：高学忠

## 党派团体
- 中国国民党革命委员会天津市委员会
- 中国民主同盟天津市委员会
- 中国民主建国会天津市委员会
- 中国民主促进会天津市委员会
- 中国农工民主党天津市委员会
- 中国致公党天津市委员会
- 九三学社天津市委员会
- 台湾民主自治同盟天津市委员会
- 天津市台湾同胞联谊会
- 天津市工商业联合会
- 天津市归国华侨联合会[1]

## 机构设置

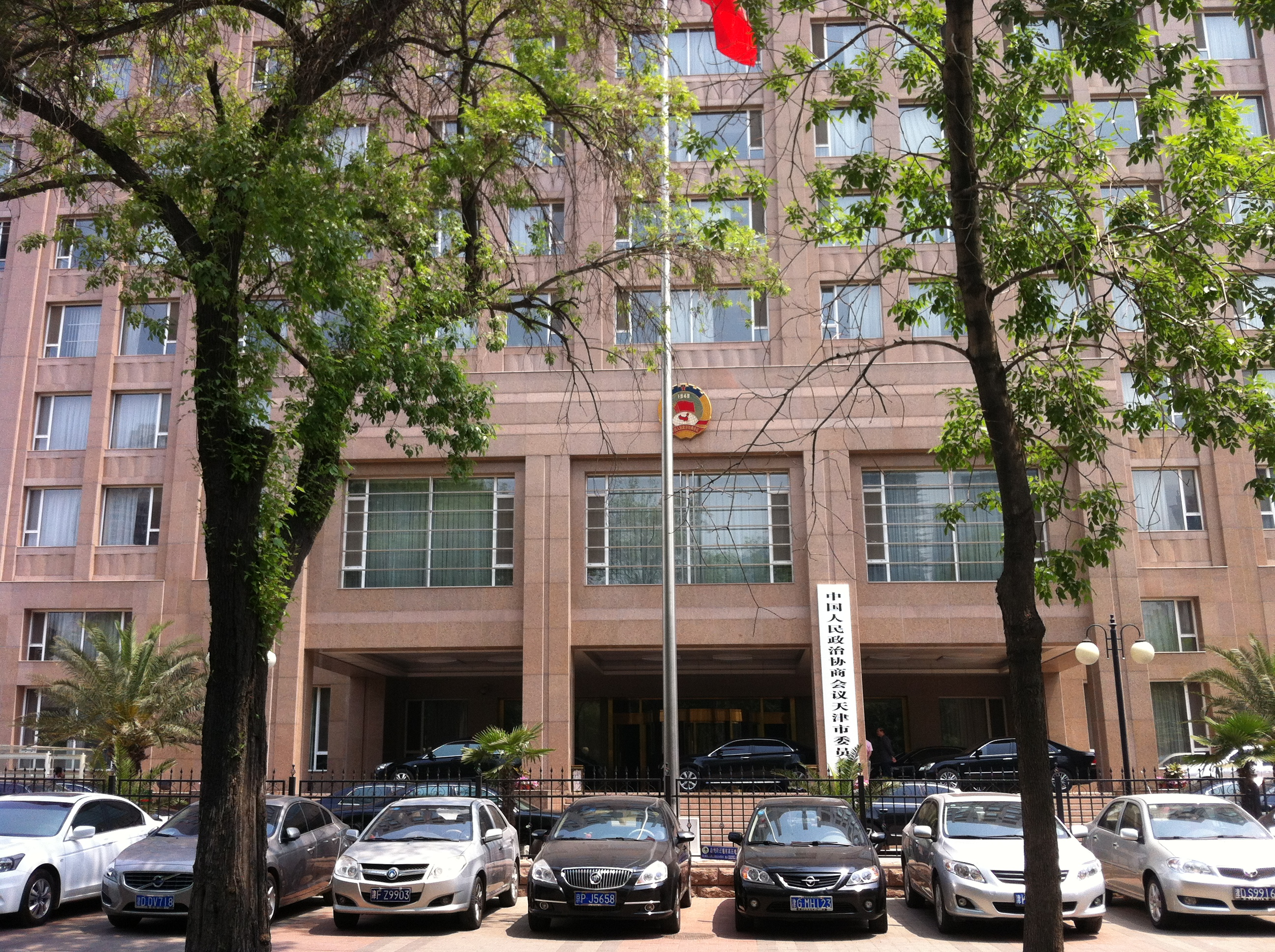
中国人民政治协商会议天津市委员会大楼正面

- 办公厅
- 研究室
- 委员学习和联络室
- 提案委员会
- 经济委员会
- 科技教育委员会
- 人口资源环境和城市建设委员会
- 医卫文体委员会
- 社会及法制委员会
- 民族和宗教委员会
- 文史资料委员会
- 港澳台侨和处事委员会[2]